# دوبرو پویه (بویواتس)
دوبرو پویه (به صربی: Dobro Polje) یک منطقهٔ مسکونی در صربستان است که در Boljevac واقع شده‌است. دوبرو پویه ۴۱۵ نفر جمعیت دارد.